# Кауэн, Кэйли
Кэйли Кауэн (англ. Caylee Cowan; род. 19 марта 1998, Лос-Анджелес, Калифорния, США) — американская актриса, наиболее известная по ролям в фильмах «Рождение легенд» и «Страна чудес Вилли». В 2023 году получила роль в картине «Двойная экспозиция».

## Биография
Кэйли Кауэн родилась в 1998 году в Лос-Анджелесе. Она была младшим ребёнком и воспитывалась матерью-одиночкой. По окончании школы Кауэн играла в театре, в 2020 году дебютировала в кино. В 2022 году сыграла главную роль в фильме «Фрэнк и Пенелопа». Кауэн была одним из исполнительных продюсеров картины Роберта Родригеса «Гипнотик» (2023).
С февраля 2022 года Кэйли Кауэн встречается с Кейси Аффлеком.

## Фильмография
| Год  | Название           | Оригинальное название | Роль          |
| ---- | ------------------ | --------------------- | ------------- |
| 2021 | Страна чудес Вилли | Willy’s Wonderland    | Кэти Барнс    |
| 2023 | Рождение легенд    | Spinning Gold         | Фарра Ли      |
| 2023 | Гипнотик           | Hypnotic              | Вив           |
| 2023 | Божественность     | Divinity              | Фелиша Флекси |
| 2024 | Зачинщики          | The Instigators       |               |